# Abre-te Sésamo (álbum)
Abre-te Sésamo é o décimo álbum de estúdio do cantor e compositor brasileiro Raul Seixas, com gravações realizadas em 1980 nos Estúdios CBS, no Rio de Janeiro, e lançado pela gravadora Discos CBS em outubro de 1980.

## Antecedentes
No início de 1980, após o lançamento de dois discos com baixas vendagens - Mata Virgem, de 1978, e Por Quem os Sinos Dobram, de 1979 - e até problemas com a polícia, Raul é dispensado da gravadora WEA. Sem contrato de gravação e tentando se recuperar dos problemas que dificultavam sua carreira - principalmente uma pancreatite crônica que o afligia há alguns anos em decorrência do abuso de álcool e outras drogas - o cantor procura seu antigo parceiro, Mauro Motta, dos tempos em que era o produtor musical conhecido como "Raulzito". Motta era diretor artístico da gravadora Discos CBS e, assim, Raul assina um contrato para a gravação de um disco.

## Gravação e produção
Lá, Raul grava Abre-te Sésamo, com a parceria do velho amigo Cláudio Roberto.

## Resenha musical
O disco fez algum sucesso na época, com as músicas "Aluga-se" e "Rock das 'Aranha'", e vendeu razoavelmente bem. Contudo, ambas as músicas foram censuradas. "Aluga-se" era uma forte crítica sobre a relação do governo brasileiro com outros países, principalmente os EUA. Já "Rock das 'Aranha'" foi censurada devido à sua letra sexualmente explícita. Raul chegou a declarar anos mais tarde que a canção é um plágio de "Killer Diller" do cantor Jimmy Breedlove. A música "Angela" foi feita em homenagem à companheira de Raul, Kika Seixas.[carece de fontes?] O disco também inclui uma música de seu pai, Raul Varella Seixas, "Minha Viola".

## Recepção

### Lançamento
Porém, em 1981, Raul Seixas rescinde o contrato com a CBS, por pedirem que gravasse um LP em homenagem a Lady Diana. Raul ficaria 3 anos sem gravadora e apenas voltaria com um novo disco de músicas inéditas em 1983, no álbum Raul Seixas, da gravadora Eldorado.

## Faixas
Todas as faixas escritas e compostas por Raul Seixas e Cláudio Roberto Andrade de Azevedo, exceto onde especificado. 
| Lado A         |                           |                           |         |  |
| N.º            | Título                    | Compositor(es)            | Duração |  |
| 1.             | "Abre-te Sésamo"          |                           | 2:33    |  |
| 2.             | "Aluga-se"                |                           | 2:38    |  |
| 3.             | "Anos 80"                 | Raul Seixas - Dedé Caiano | 2:49    |  |
| 4.             | "Angela"                  |                           | 2:41    |  |
| 5.             | "Conversa pra Boi Dormir" | Raul Seixas               | 2:28    |  |
| 6.             | "Minha Viola"             | Raul Varella Seixas       | 2:57    |  |
| Duração total: | Duração total:            | Duração total:            | 16:07   |  |

| Lado B         |                           |                                             |         |  |
| N.º            | Título                    | Compositor(es)                              | Duração |  |
| 1.             | "Rock das 'Aranha'"       |                                             | 1:50    |  |
| 2.             | "O Conto do Sábio Chinês" | Raul Seixas                                 | 1:50    |  |
| 3.             | "Só pra Variar"           | Raul Seixas - Cláudio Roberto - Kika Seixas | 2:39    |  |
| 4.             | "Baby"                    |                                             | 3:05    |  |
| 5.             | "É Meu Pai"               |                                             | 3:42    |  |
| 6.             | "À Beira do Pantanal"     |                                             | 2:42    |  |
| Duração total: | Duração total:            | Duração total:                              | 15:51   |  |

## Créditos
Créditos dados pelo Discogs.

### Músicos
- Guitarra elétrica: Celso Blues Boy e Rick Ferreira
- Lap Steel guitar: Rick Ferreira
- Violão de doze cordas: Rick Ferreira
- Baixo: Paulo César Barros e Luizão Maia
- Bateria: Mamão
- Piano: Miguel Cidras

### Ficha técnica
- Direção artística: Mauro Motta e Adalberto Ribeiro
- Produção: Mauro Motta e Raul Seixas
- Arranjos de orquestra: Miguel Cidras
- Arranjos de base: Raul Seixas e Celso Blues Boy
- Técnicos de som: Eugênio de Carvalho, Manoel Magalhães, Ney e Élio Gomes
- Mixagem: Eugênio de Carvalho e Manoel Magalhães
- Montagem: Alencar
- Direção de arte: Géu
- Fotos: Frederico Mendes